# Фрідріх Гене
Фрідріх Гене (нім. Friedrich Höhne; 27 квітня 1915, Крампфер — 14 березня 1962, Бад-Райхенгалль) — німецький офіцер, оберстлейтенант вермахту (1 грудня 1944), оберст бундесверу. Кавалер Лицарського хреста Залізного хреста з дубовим листям.

## Біографія
В 1933 році вступив в 19-й піхотний полк. З 1938 року — командир роти 99-го гірсько-стрілецького полку 1-ї гірської дивізії. Учасник Польської і Французької кампаній. З кінця 1940 року — командир роти 204-го піхотного (пізніше єгерського) полку 97-ї легкої піхотної (з липня 1942 року — єгерської) дивізії. Учасник Німецько-радянської війни. З 26 листопада 1941 року — командир 3-го батальйону свого полку. Відзначився у боях в Донецькій області у березні 1942 року. В квітні 1943 року успішно бився на Кубані. З липня 1943 року — командир 207-го єгерського полку 97-ї єгерської дивізії. В травні 1945 здався американським військам, але незабаром був звільнений. Загинув в автокатастрофі.

## Звання
- Фанен-юнкер (1933)
- Фенріх (1934)
- Лейтенант (1935)
- Оберлейтенант (1937)
- Гауптман (1940)
- Майор (1943)
- Оберстлейтенант (1944)

## Нагороди
- Медаль «За вислугу років у Вермахті» 4-го класу (4 роки)
- Залізний хрест
  - 2-го класу (2 липня 1940)
  - 1-го класу (1 січня 1942)
- Штурмовий піхотний знак в сріблі
- Лицарський хрест Залізного хреста з дубовим листям
  - лицарський хрест (3 травня 1942)
  - дубове листя (№ 253; 8 червня 1943)
- Медаль «За зимову кампанію на Сході 1941/42» (19 серпня 1942)
- Кубанський щит
- Німецький хрест в золоті (1 лютого 1945)